# Фудбалска репрезентација Бахама
Фудбалска репрезентација Бахама (енгл. Bahamas national football team) је фудбалски тим који представља Бахаме на међународним такмичењима под контролом Фудбалског савеза Бахама који се налази у оквиру Карипске фудбалске уније и КОНКАКАФ-а. Такође је члан ФИФА.
Савез је основан 1967. а придружио се ФИФАи 1968. године. Бахами се никада нису квалификовали за Светско првенство у фудбалу, а 2011. су одустали од квалификација за Светско првенство у фудбалу 2014. након што су играли у првом колу.

## Такмичарска достигнућа

### Светско првенство
| Светско првенство у фудбалу | Светско првенство у фудбалу    | Светско првенство у фудбалу    | Светско првенство у фудбалу    | Светско првенство у фудбалу    | Светско првенство у фудбалу    | Светско првенство у фудбалу    | Светско првенство у фудбалу    | Светско првенство у фудбалу    |
| Година                      | Коло                           | Позиција                       | Ута                            | П                              | Н                              | И                              | ГД                             | ГП                             |
| --------------------------- | ------------------------------ | ------------------------------ | ------------------------------ | ------------------------------ | ------------------------------ | ------------------------------ | ------------------------------ | ------------------------------ |
| 1930. до 1994.              | Није учествовала               | Није учествовала               | Није учествовала               | Није учествовала               | Није учествовала               | Није учествовала               | Није учествовала               | Није учествовала               |
| 1998.                       | Повукла се са такмичења        | Повукла се са такмичења        | Повукла се са такмичења        | Повукла се са такмичења        | Повукла се са такмичења        | Повукла се са такмичења        | Повукла се са такмичења        | Повукла се са такмичења        |
| 2002. до 2010               | Није се квалификовала          | Није се квалификовала          | Није се квалификовала          | Није се квалификовала          | Није се квалификовала          | Није се квалификовала          | Није се квалификовала          | Није се квалификовала          |
| 2014.                       | Повукла се током квалификација | Повукла се током квалификација | Повукла се током квалификација | Повукла се током квалификација | Повукла се током квалификација | Повукла се током квалификација | Повукла се током квалификација | Повукла се током квалификација |
| 2018. до 2022.              | Није се квалификовала          | Није се квалификовала          | Није се квалификовала          | Није се квалификовала          | Није се квалификовала          | Није се квалификовала          | Није се квалификовала          | Није се квалификовала          |
| 2026.                       | У току                         | У току                         | У току                         | У току                         | У току                         | У току                         | У току                         | У току                         |
| Укупно                      | –                              | 0/22                           | –                              | –                              | –                              | –                              | –                              | –                              |

## Резултати репрезентације
До 17. новембра 2019. после утакмице против  Бонер
      Позитиван скор
      Нерешен скор
      Негативни скор
| Противник                  | Бод | По. | Не. | Из. | ГД | ГП  | ГР   |
| -------------------------- | --- | --- | --- | --- | -- | --- | ---- |
| Ангвила                    | 3   | 2   | 1   | 0   | 6  | 3   | +3   |
| Антигва и Барбуда          | 1   | 0   | 0   | 1   | 0  | 6   | −6   |
| Барбадос                   | 1   | 0   | 0   | 1   | 1  | 2   | −1   |
| Белизе                     | 1   | 0   | 0   | 1   | 0  | 4   | −4   |
| Бермуди                    | 6   | 0   | 0   | 6   | 0  | 24  | −24  |
| Бонер                      | 2   | 1   | 1   | 0   | 3  | 2   | +1   |
| Б. Девичанска Острва       | 4   | 2   | 2   | 0   | 10 | 3   | +7   |
| Кајманска Острва           | 3   | 1   | 0   | 2   | 4  | 9   | −5   |
| Куба                       | 4   | 0   | 0   | 4   | 0  | 18  | −18  |
| Курасао                    | 1   | 0   | 0   | 1   | 1  | 8   | −7   |
| Доминика                   | 3   | 0   | 1   | 2   | 2  | 8   | −6   |
| Доминиканска Република     | 2   | 1   | 0   | 1   | 4  | 4   | 0    |
| Гвајана                    | 3   | 0   | 0   | 3   | 1  | 10  | −9   |
| Хаити                      | 5   | 0   | 0   | 5   | 0  | 29  | −29  |
| Јамајка                    | 2   | 0   | 0   | 2   | 0  | 13  | −13  |
| Мексико                    | 2   | 0   | 0   | 2   | 0  | 16  | −16  |
| Панама                     | 1   | 1   | 0   | 0   | 1  | 0   | +1   |
| Порторико                  | 2   | 0   | 0   | 2   | 1  | 7   | −6   |
| Сент Китс и Невис          | 1   | 0   | 0   | 1   | 0  | 4   | −4   |
| Сент Винсент и Гренадини   | 1   | 0   | 0   | 1   | 2  | 3   | −1   |
| Тринидад и Тобаго          | 1   | 0   | 1   | 0   | 0  | 0   | 0    |
| Теркс и Кејкос             | 5   | 5   | 0   | 0   | 22 | 3   | +19  |
| Америчка Девичанска Острва | 1   | 0   | 1   | 0   | 0  | 0   | 0    |
| Укупно                     | 55  | 13  | 7   | 35  | 58 | 176 | −118 |

1. ↑  Укључујући мечеве против  Холандски Антили.